# 罗尔夫·保尔斯
羅爾夫·弗里德曼·保爾斯（德語：Rolf Friedemann Pauls，1915年8月26日—2002年5月4日），德國軍官、外交官。曾任首任西德駐華大使、首任西德駐以色列大使、西德駐美國大使。

## 生平

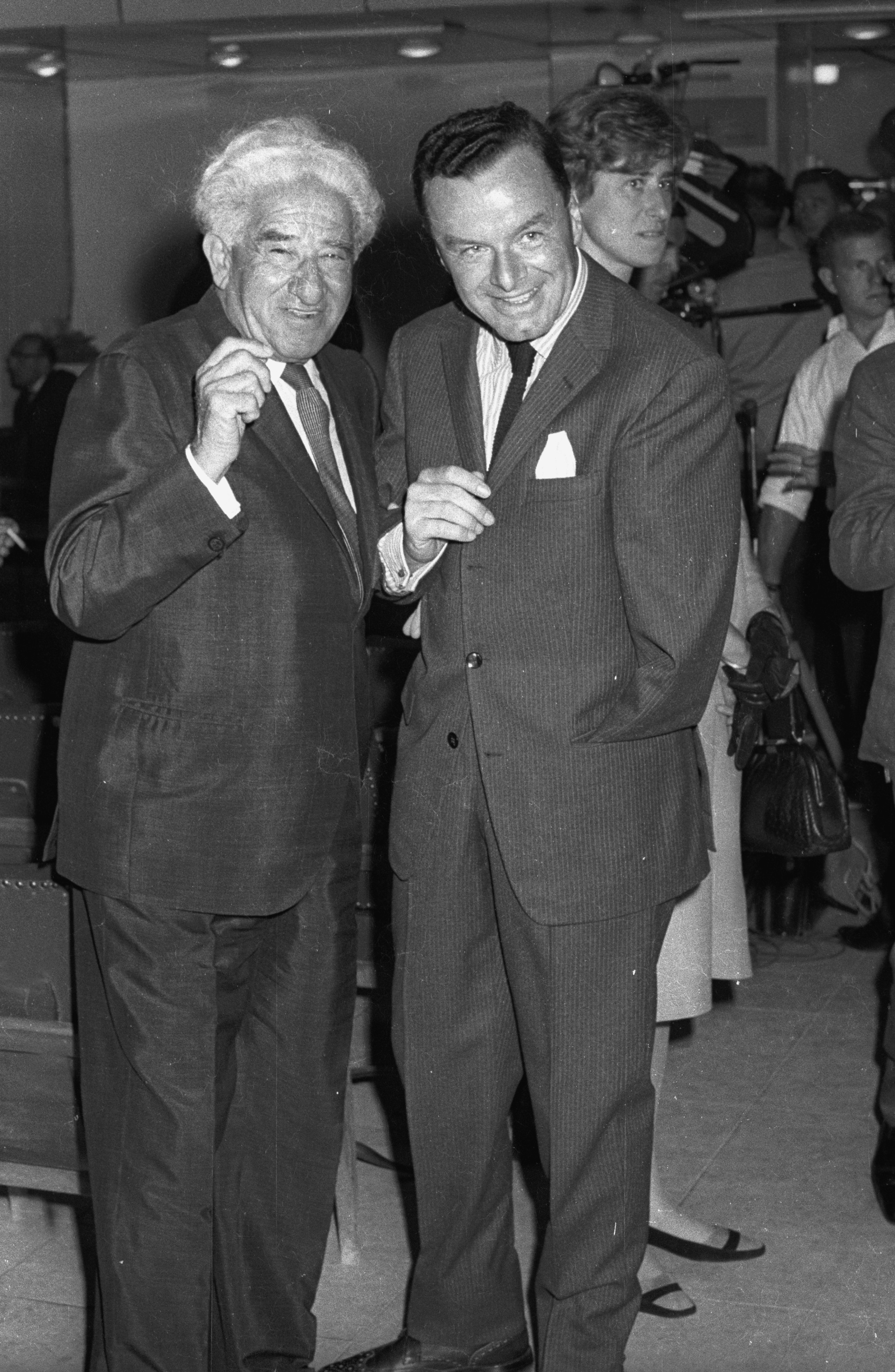
1966年作为新到任的德国驻以色列大使的保尔斯（右）同梅尔·魏斯加尔（左）

保爾斯的父親是一名新教牧师。1934年從瑙姆堡教堂文法中學畢業后，他成为德意志國防軍步兵部隊的一名职业军官。1941年，保爾斯在俄国任连长时受重伤失去了左臂。1942年，保尔斯被派往安卡拉任駐外武官，随后完成了总参谋部培训。1944年，他進入納粹德國陸軍第363國民擲彈兵師服役並於2月1日晋升为少校，於同年12月获授骑士铁十字勋章。根据后来汉斯·施佩德尔将军的报告，罗尔夫·弗里德曼·保尔斯在1944年7月20日便得知暗杀希特勒的计划，只是因为其他人保持沉默沒有供出他才免遭逮捕。保爾斯二戰結束後開始學習法律。並於1949年获得波恩基本法政府体制博士学位。在保罗斯开始在外交部门担任外交官之前，他曾在联邦总理府的联络处工作，盟军高级专员公署和国务秘书沃尔特·霍尔斯坦的私人顾问以及驻卢森堡的副领事。保尔斯结过两次婚，育有两个儿子。1973年4月20日，保爾斯向時任中華人民共和國代主席董必武遞交國書。